# Saints Row (2022年のゲーム)
Saints Row（セインツ・ロウ）とは、2022年8月23日にPLAION株式会社から発売されたオープンワールド系クライムアクションゲームで、『Saints Row』のリブート作品である。
対応機種はPlayStation 4, PlayStation 5, Xbox One, Xbox Series X|S, PC(Epic Games Store)。

## 概要
舞台や登場人物などは一新されているものの、「ギャングの一員（ボス）として犯罪行為を繰り返して金を稼ぎ話を進めていく」という流れはオリジナルと変わらない。物語の骨子も『Saints Row 2』以前のようなギャング抗争と組織の拡大が主体だが、その一方で作風や演出は『Saints Row: The Third』以降のコミカル・クレイジー路線を引き継いでおり、シリーズ初期の「リアリティ」と後期の「バカゲーらしさ」を融合させた作風となっている。
舞台はアメリカ南西部の中央に位置する活気あふれる架空の都市「サント・イレソ」。犯罪が横行し、法をものともしない3つの勢力が権力を争うこの街で、プレイヤーは未来の”ボス”としてニーナ、ケビン、イーライの3人を従えて犯罪チーム｢セインツ｣を結成し、成り上がることを目指す。サント・イレソは過去のスティルウォーターやスティールポートのような都市部に加えて周囲には砂漠地帯も広がっており、シリーズ最大級の面積を誇る。
Windows版限定ではあるが、セインツロウシリーズ初のダウンロード版のみの販売となる。

## システム

### クエスト
本作には、ストーリー進行に必要なクエストに加え、サブクエスト「サイド・ハッスル」が存在する。
いずれも危険度が大きいほど報酬が大きく、たとえば敵対組織の店を評価する「＠TCHA」の場合、低い評価を付けるほど主人公の元に送り込まれる刺客の数が多くなる反面得られる報酬も大きい。
中には説明文に書いてある建物や看板などの写真を取るだけで完了する「フォトハント」などのインスタ映え的な平和な「発見」もあるがこれらで得られる金や経験値は微量で、危険度が増すほど経験値や金が増えるスタイルとなっているので、積極的に危険そうなサイド・ハッスルに挑戦していくことが推奨されている。

### シノギ
ストーリーが進むとプレイ可能になる要素。セインツの事業所を街の空き地に配置、それに応じたミッションをクリアする事で収入を得られる。旧作のアクティビティと物件収入を組み合わせたようなシステム。新しいシノギを解禁するにはメインシナリオや既存のシノギに伴うストーリーの進行が必要であり、更にシノギの建設や達成度が解禁条件となっている場合もあるため、シノギを増やすには必然的にシノギのプレイが必要となる。シノギを完了させるとその地域をセインツの支配下に置く事ができる。しかし前作までとは異なり、敵ギャングが全く出現しなくなる事は無い。また、一度配置したシノギの変更は不可で、シノギ中に必要なオブジェクトやミッション開始地点などの場所は変わらないため、設置場所でシノギの難易度が大きく変わる場合もある。

### 主人公のカスタマイズ
本作でも自由なカスタマイズが可能であり、今まで以上に細かい造形が出来るようになった。様々な衣装を組み合わせるだけではなく、『2』のような細かい着こなしも可能になった。シリーズ恒例の全裸になるプレイは可能とされていたが、実際は完全な全裸にはなれず、可能な限り全裸に近付けられるのみ。今作ではプリセットが多数用意されており、1から作らずともこれらを作り変えてイメージに近付けるやり方が可能となっている。その一方で、数値で細かく弄れる部分は減少しており、髪型のバリエーションも前作より少なくなっているなど、必ずしもシリーズ最大の自由度とは言えない部分もある。
今作のボスには性別の設定項目がなく、男性の容姿でありながら胸が膨れていたり、女性の容姿でありながら股間が膨らんでいるというカスタマイズも可能である。その代わり、性別の決定は「性格」の「声」の違いで割り振られる。また、前作までは主人公の性別や性格で字幕が変化するのはプレイ中のみで、カットシーンの字幕の口調は固定だったが、今作はカットシーンにおいても声に応じて字幕が変化するようになった。

## ストーリー
- 注：本作では後述の通り主人公となるボスはどちらの性別も選択可能だが、便宜上「彼」とする。また、ゲームでは主人公が成功を収めたところから物語が開始するが、本項では基本的に時系列に沿って記載するものとする。

大学生を卒業したばかりの主人公は、親友のケビン、ニーナ、イーライとルームシェアしながら家賃を折半するというその日暮らしをしていた。その傍らで、彼は民間防衛組織「マーシャル防衛産業」の警備隊員として生活費や家賃を稼いでいたが任務中のトラブルが元で上司から解雇勧告されてしまう。
落ち込む主人公だったが、直後にケビンとイーライがピンチに陥り、ニーナと共に救出に向かった。しかしその結果、ギャング集団「ロス・パンテロス」とカルト教団「アイドルズ」の両方と敵対。「ロス・パンテロス」と繋がりのあったニーナ、「アイドルズ」の一員だったケビンもそれぞれと袂を分かち、主人公ら4人は複数の巨大組織に命を狙われる羽目に陥ってしまう。しかしその場からの逃走中、主人公は自分達が高い能力を持っている事に気付く。「なぜ力のある自分達が他人の為に働く必要があるのか」という疑問を持った主人公は、自身を「ボス」としたギャングを結成する事を思いつき、仲間も賛同する。
差し当たってボス達は新たな本拠地として古い教会に目を付け、騒動の末に確保に成功。教会にあった天使の像を見たボスは、これから旗揚げする犯罪帝国の名前を「セインツ」と決めた…。

## 登場組織
セインツ(The Saints)
主人公であるボス達が旗揚げした犯罪帝国。旧作では「サード・ストリート・セインツ」というストリートギャングが発祥となっていたが、本作ではボス達4人によって初めて結成された事になっている。結成決意直後、取り壊し予定だった教会を（物理的にも権利的にも）強奪して本拠地とした。
マーシャル防衛産業(Marshall Defense Industries)
世界で最も利益を挙げ、且つ最も危険と評される民間軍事会社。SFじみた最新鋭の武器や装備を誇り、様々な施設や政府に民間警備関連サービスを提供する一方、戦争犯罪とも言えるほどの秘密工作や汚れ仕事にも手を染めている。それでいて、容赦の無い弁護士軍団と広報部門の手腕によって、世間では確かな評価を得ている。
『2』に登場したアルター社と『The Third』に登場したSTAGをそれぞれ彷彿とさせる要素を併せ持つ。
ロス・パンテロス(Los Panteros)
サント・イレソの元祖・地元ストリートギャング。「力」と「車」に取り憑かれており、筋骨隆々の肉体と改造車によってサント・イレソの犯罪活動の大半を牛耳っている。地元出身者が多く、部外者を不法侵入者として敵視し、敬意（みかじめ料）を示す者とは問題を起こさない一方、それが出来ない者には容赦が無い。ニーナ曰く、先代以前は仲間同士の結束の強いギャングだったが、現在のセルジオの代になってから変わってしまったとの事。
本作の勢力ではシリーズ初期のギャングに最も近く、初代のロス・カルナレスや『2』のブラザーフッドを彷彿とさせる。
アイドルズ(The Idols)
無政府主義的カルト集団。ピンクの奇抜な衣装に身を包み、若年層を中心としている。現在のシステム（社会、政治、経済の構造そのもの）を混乱と暴力で破壊する事を目論み、個を捨て、集団となる事を重んじる教義を持つ。夜な夜なパーティーを開いたり、ソーシャルメディアで教義を拡散するなどで数を増やし続けているが、大半は信者というよりも若気の至りで弾けていたり、SNSで承認欲求を満たそうとする若者である。事実、ギャング車両に自撮り棒が付いていたり、戦闘中ですら自撮りを行う者もいる。
発売時点のアメリカの世相を反映させたような組織。一方、サイバーパンクの要素を持つ点や若者中心である点は『The Third』に登場したデッカーズを彷彿とさせる。

## 登場人物

### セインツ
ボス(Boss)
本作の主人公で、旧作のボスとは別人。デフォルトはクイッフの髪型の黒人女性となっているが、外見、人種、性別は従来と同じくプレイヤーが設定する。旧作同様、本名は不明。
最近大学を卒業したが、学生ローンによる借金を抱えたままサント・イレソに流れ着き、マーシャル防衛産業に就職。警備員として過激な仕事をこなしつつ、仲間と共に裏稼業を行うなどで食い繋いでいた。当初は職場への多少の不満はあれど真面目に働いており、ロス・パンテロスに奪われた新技術「コーデックス」の奪還という大手柄を成し遂げた事でアティカスに気に入られ、コーデックス発表パーティの警備責任者を任されるまでになる。しかしそのパーティはロス・パンテロスとアイドルズの襲撃を受け、奮闘虚しくコーデックスを奪われた事でアティカスに直々に解雇を言い渡された。その後は意気消沈して寝込んでいたが、アイドルズのパーティがロス・パンテロスに襲撃され、参加していたケビンとイーライを救出するべく行動した結果、ロス・パンテロスにもアイドルズにも命を狙われる羽目になる。これらを経て自分達の能力の高さに気付き、他人の為に働くのではなく自らの手で犯罪帝国を建国する事を決意し、セインツを旗揚げする。自信過剰で人の命令に従う事を嫌い、その一方で仲間意識が強い点は旧作のボスに近い。また、上述の通り今作では設定した声に応じて、カットシーンも含めて口調が変化する。
ケビン(Kevin)
ボスの親友の一人で、上半身裸でマッチョなアジア系の青年。愛称は「ケブ」。孤児であり、里親の家を転々とする少年時代を過ごした過去により、他人を喜ばせる（気に入られる）事を自身の存在意義としている。料理が得意。駆け出しのDJだった頃にアイドルズに入り、その教義に魅力を感じた事で忠誠を誓っていたが、大半のメンバーが廃遊園地のコミューンで暮らす一方で首謀者であるザ・コレクティブだけが豪華なヨットで暮らしている事に違和感を抱き、自身は友人であるボス達と共に安アパートで暮らしている。アイドルズのパーティがロス・パンテロスに襲われた際にボスに助けられるも、ザ・コレクティブにボス達を殺すように命令された為、これに銃撃で応える形で袂を分かち、ボスと共にギャングを結成する。
ニーナ(Neenah)
ボスの親友の一人で、メガネをかけた南米系のギャング創設メンバーの紅一点（ボスが男性の場合）。自動車修理工だった親の元で育ったため、生粋の車好き。自身もメカニックで且つ業界トップクラスのドライビングテクニックを持つ。嘗ては大学で人類学と美術史の学位を取得した才女だったが、就職活動の応募先がどれも縁故枠で埋まっており、手に職付ける為と生活費を稼ぐ為に整備士の仕事に就いた事でロス・パンテロスと接触。嘗ては家族のような結束の中で長い間関わりを持っていたが、セルジオが私物化した現在のロス・パンテロスを快くは思っていない。ケビンとイーライが参加していたアイドルズのパーティをロス・パンテロスが襲撃した際、セルジオにやめるように懇願するも一蹴された為、決別を決意。ボスのギャング結成に同調する。
メガネを掛けている点の他、主人公との関わりや活躍の多さなど『The Third』以降の主要キャラだったキンジーに似ている。
イーライ(Eli)
ボスの親友の一人で、黒縁メガネをかけた細身の黒人青年。経済学者の父と生化学者の母を持ち、労働倫理と高い志を持って育った。それ故に大儲けを目論んで、サント・イレソでは不動産投資に財産を注ぎ込んでいるが成果はあまり無い。自分達のビジネスの立ち上げを夢見ていたが、それが犯罪ビジネスだと知っても原理は同じだと受け入れている。メンバーの中では頭脳担当で、作戦の立案や説明等を行う。ギャング結成の際の工程を考えたのも彼である。
スニッカードゥードゥル(Snickerdoodle)
ボス達の飼い猫。元々は貧しい地域のトレーラーで生まれた野良猫で、人間から食べ物を貰って生きていたが、トレーラーの所有者が引っ越した後は野良猫の群れのリーダーを倒して回り、サント・イレソの猫の頂点に立つ。その後、飼い猫として悠々自適な隠居生活を送る事を目論み、最も信頼できる「エサの提供者」としてケビンに目を付け、彼らが自分を飼うように立ち回った後に思惑通り飼われ、現在に至る。

### マーシャル
アティカス・マーシャル(Atticus Marshall)
民間防衛組織「マーシャル防衛産業」代表。『The Third』に出演した際のバート・レイノルズに似た雰囲気を持つ初老男性で、同じくテンガロンハットを被っている。一見すると紳士で気さくな牧場主だが、その本性は自己愛が極度に強い、冷酷至極なビジネスマンである。他者を消耗品としか思っておらず、気に入った相手には親友のように振る舞う一方、少しでも失言や失敗があれば即座に牙を剥く。コーデックス奪取の手柄を挙げたボスを評価し、コーデックス警護チームの責任者に指名した。しかしコーデックスが奪われるや否や態度を一変させ、その全責任を押し付けてボスを一方的に解雇した。
グウェン(Gwen)
マーシャルの警備主任の女性で、ボスの上司。命令に従わないボスに厳しく当たるが、その能力を買っている面もある。日本語字幕では口調が一定しない。

### アイドルズ
ザ・コレクティブ(The Collective)
無政府主義的カルト集団「アイドルズ」を運営する6人組のアナーキスト。パーティー等を通じて「教義」を広めている。6人全員がピンクのスーツを纏い、猫耳付きのフェースプレートを装着して顔を隠している。これは教義の一つに「個」の排除があるためであり、第三者は装着しているフェースプレートの模様で区別することとなる。素顔も個人名も不明だが、男性も女性も居る模様。腐敗した社会の崩壊を願い、信奉者に対する完全なる支配を求める。しかし彼ら自身は大型ヨットや大豪邸で悠々自適な生活を送り、意のままに操れる兵士達が破壊と混乱をもたらす中で、遠方にて甘い汁を吸い続けている。メインストーリーで倒すのは3人で、残りはシノギや指名手配で倒す事になる。

### ロス・パンテロス
セルジオ・ヴェレス(Sergio Velez)
サント・イレソを拠点とするギャング集団「ロス・パンテロス」のリーダー。一地域のストリートギャングだったロス・パンテロスをサント・イレソ最大の犯罪組織へと急成長させ、裏社会の帝王として君臨した。しかしそれは力で自身の派閥を牛耳った結果であり、かつてのロス・パンテロスにあった家族のような結束は無くなってしまったと言う。内外の反抗や無礼を許さず、恥をかかせた者はにはその者が最も恐れる形で制裁の集中砲火を浴びせる。

### その他
ジム・ロブ(Jim Rob)
マーシャルの警備員で、ボスとは一時期同僚だったが後に退職。長年の夢であったガレージ「Jim Rob's」を開き、オーナーとなる。しかしアイドルズの妨害を受け、機材を強奪された際にボスに奪還を依頼。以降はボスと交友を深める。字幕では「JR」とも表記される。
ナワリ(The Nahualli)
凄腕の殺し屋。数多くの手下を有しており、サント・イレソの各地に武器庫や拠点を隠し持っている。しかしボスの初出勤日のミッションにてマーシャルに捕らえられ、マーシャルが経営する民営刑務所・フロンティアの特別牢に収監される。